# Clansayes
Clansayes este o comună în departamentul Drôme din sud-estul Franței. În 2009 avea o populație de 563 de locuitori.

## Evoluția populației
| An        | 1975 | 1982 | 1990 | 1999 | 2006 | 2009 |
| --------- | ---- | ---- | ---- | ---- | ---- | ---- |
| Populație | 181  | 287  | 408  | 441  | 511  | 563  |